# Bortaplan

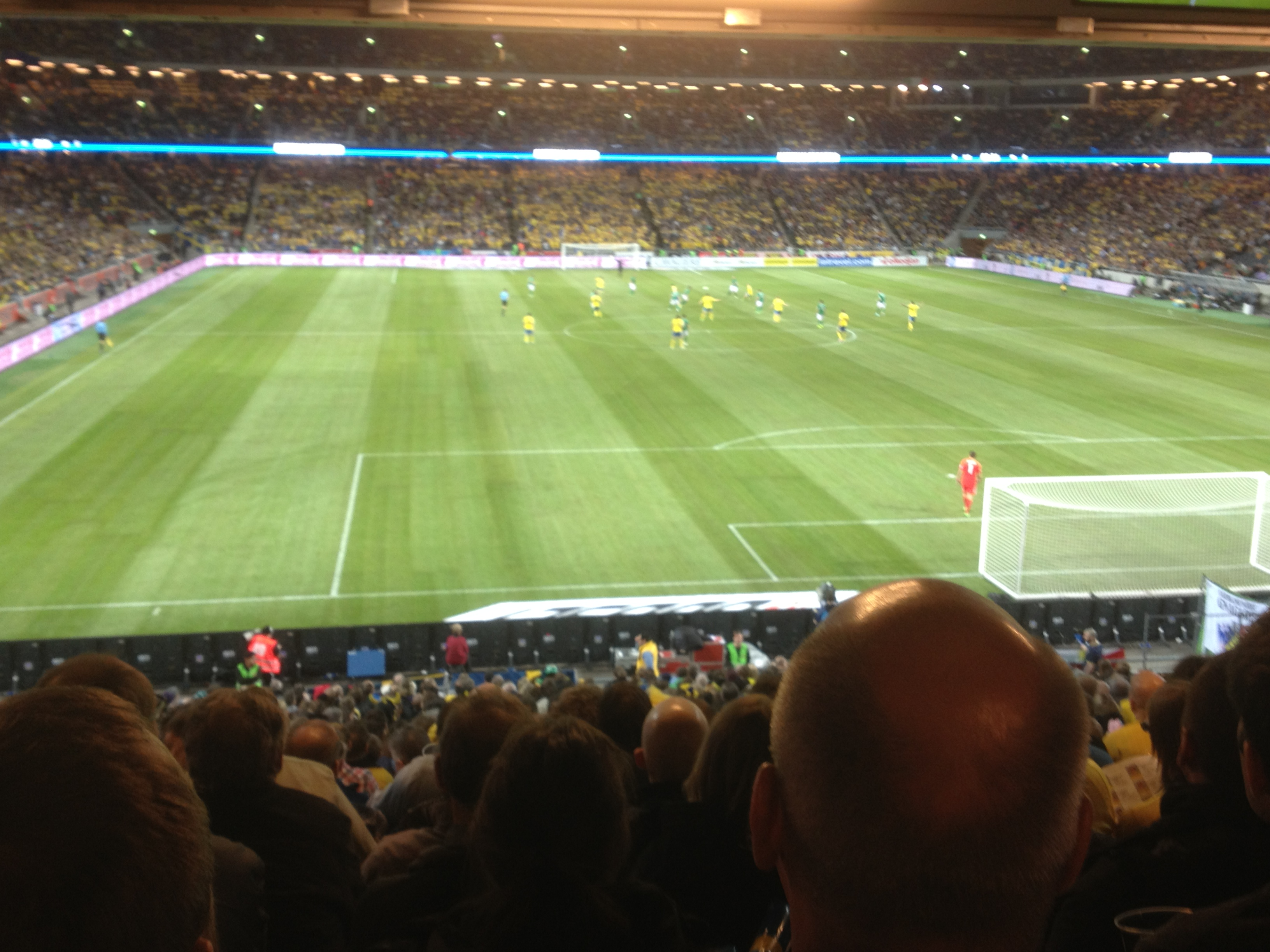
Strawberry Arena i Stockholm är normalt bortaplan för svenska herrfotbollslandslagets motståndare.

Bortaplan, är i lagsporter den arena eller idrottsplats där en idrottsklubbs motståndare har valt att spela sina hemmamatcher, det vill säga de matcher motståndarna äger rätten att sälja inträde till. I till exempel bandy, ishockey och fotboll äger eller långtidshyr klubbarna en arena, hemmaplan, i direkt anslutning till den stad eller ort där klubben verkar. Lagsporter spelas normalt i form av en serie där antalet deltagande lag möter varandra två gånger, en gång på egna arenan det vill säga hemmaplan och en gång på motståndarnas arena, vilket benämns bortaplan. 
I cupspel lottas normalt lagen mot varandra, lotten avgör också vilket av lagen som skall arrangera matchen, det vill säga, vilket av lagen som skall ha hemmaplan respektive bortaplan. I vissa cupmatcher kan mål gjorda på bortaplan avgöra till ett lags fördel vid ett oavgjort resultat, se bortamålsregeln.    
I lagsporter anses det generellt sett vara en nackdel att spela på bortaplan då laget måste resa till en annan arena och det egna lagets supportrar är i minoritet bland åskådarna. För en del kan det däremot innebära mindre nervositet och press än på hemmaplan.
När ett lag har svårt att prestera bra på bortaplan talar man om "bortaspöket".

### Fotnoter
1. ↑  ”Leksand skrämde bortaspöket”. Dagens nyheter. 16 oktober 2015. http://www.dn.se/sport/ishockey/leksand-skramde-bortaspoket/. Läst 25 mars 2016.